# Lipofuscine
La lipofuscine est un pigment cellulaire brun composé de débris de molécules. 
Elle apparait dans les cellules épithéliales et conjonctives en voie de sénescence ou de dégénération. Il est probable que la lipofuscine ne soit pas seulement une conséquence du vieillissement mais qu'elle y contribue. Les neurones, le cœur et la peau des personnes âgées contiennent des quantités particulièrement importantes de lipofuscine. On en trouve aussi dans la sueur chez des personnes qui présentent une chromhydrose.
Ce pigment intervient également dans la coloration de l'iris de certains yeux verts.
Selon certaines études, l'utilisation du diméthylaminoéthanol (DMAE) pourrait réduire la production de lipofuscine[réf. souhaitée].

## Biologie
La lipofuscine vient du vieillissement des lysosomes contenus dans toutes les cellules. Quand les lysosomes sont âgés, ils ne peuvent plus se dégrader eux-mêmes car ils ont perdu leur activité enzymatique. Ils deviennent alors des corps résiduels qui vont persister très longtemps dans la cellule, formant un dépôt de lipofuscine.
Dans le système nerveux, la quantité des dépôts de lipofuscine est proportionnelle à l'âge du neurone. En effet, les cellules nerveuses ne se renouvellent pas ; ces résidus ne sont pas dégradés ou évacués[réf. nécessaire].

## Symptôme
Les dépôts de lipofuscine émanant de corps résiduels lysosomiaux dans les cellules cutanées sont à l'origine des taches brunes sur la peau appelées lentigo ou taches de vieillesse, plus fréquentes sur une peau âgée ou trop exposée aux rayons du soleil.

### Lipofuscinose
Accumulation de lipofuscine dans le foie.

## Accumulation dans la rétine
Dans la rétine, la lipofuscine s’accumule dans les cellules d’épithélium pigmenté, en particulier dans la zone de la macula. La lipofuscine absorbe dans la partie bleue du spectre visible et, ce faisant, génère des photoproduits toxiques qui perturbent la fonction cellulaire.
Les LEDs et les écrans émettent de la lumière bleue, qui est principalement une partie importante de la lumière du jour. Certains traitements antireflets peuvent filtrer le bleu et protéger la rétine. Ce rayonnement fait partie des facteurs à l'origine de la dégénérescence maculaire liée à l'âge (DMLA) L'accumulation de lipofuscine au niveau de la rétine est plus prononcée avant l'âge de 10 ans et au-delà de 45 ans. Ces deux populations sont donc plus importantes à protéger.